# Papilio paris tamilana
Tamil Peacock (Papilio paris tamilana) là một loài bướm ngày đặc hữu của Ấn Độ.
Sải cánh dài 116–134 mm
Môi trường sống ở nam Ấn Độ, Kanara, Nilgiris, Travancore.

## Hình ảnh

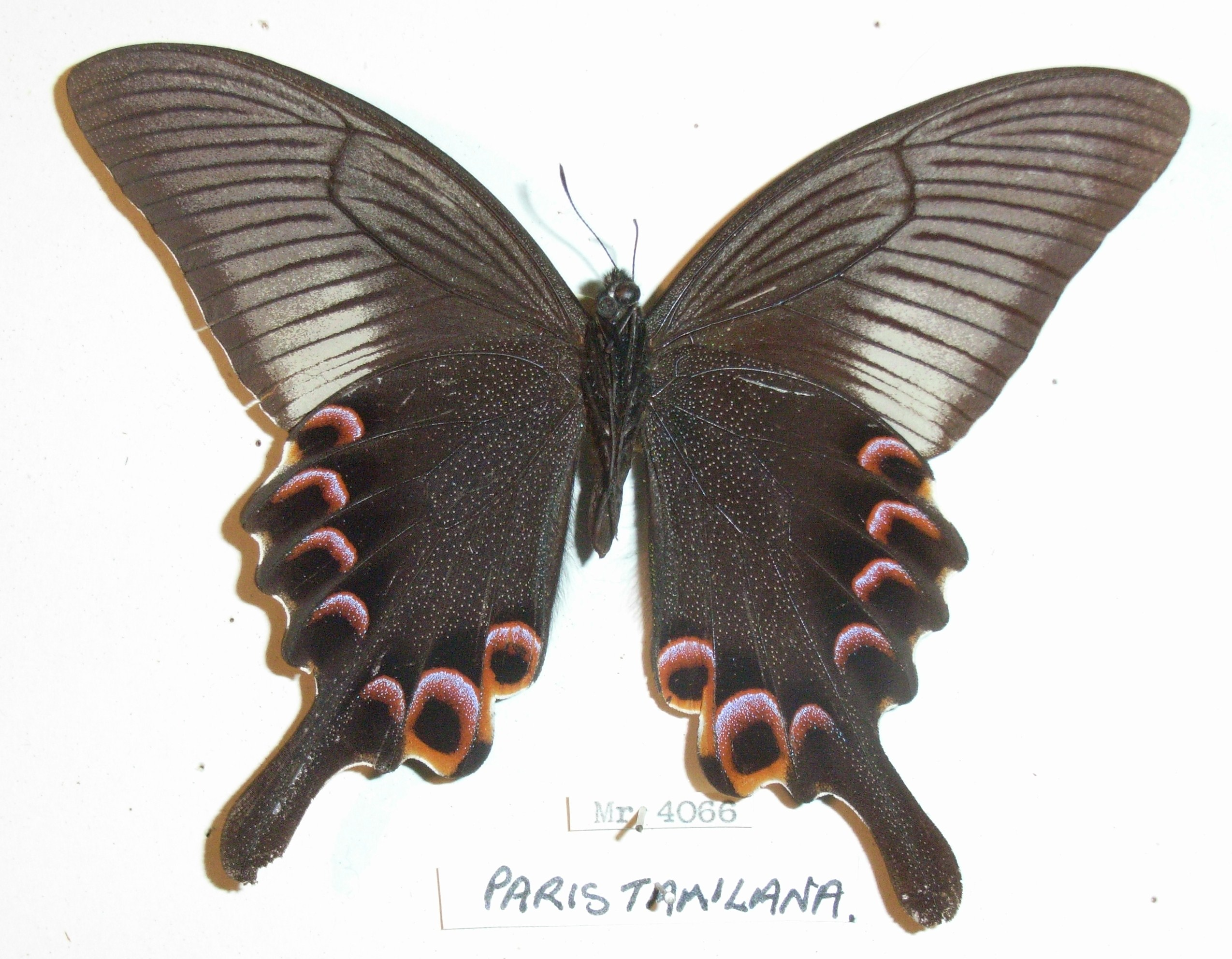
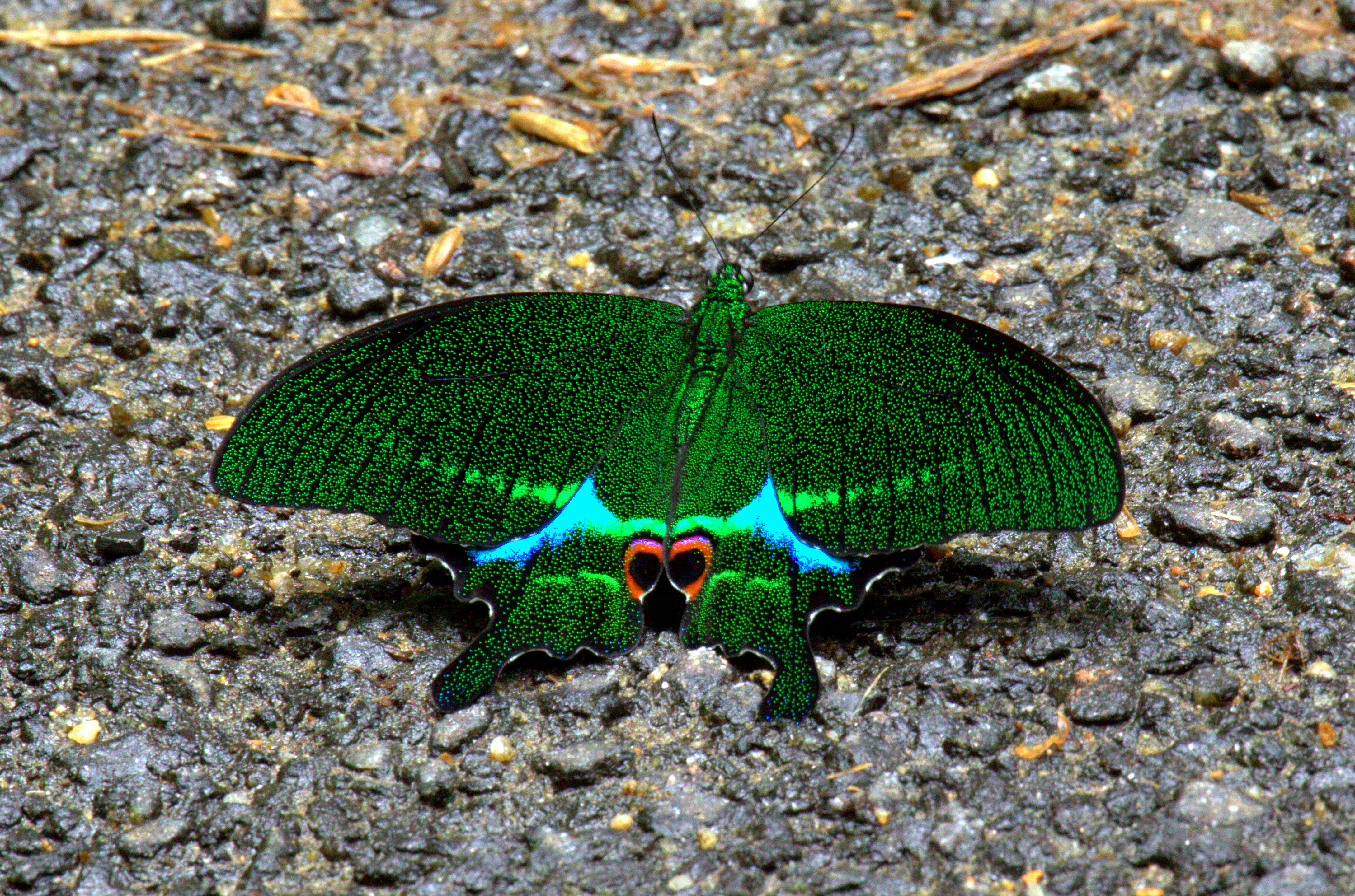
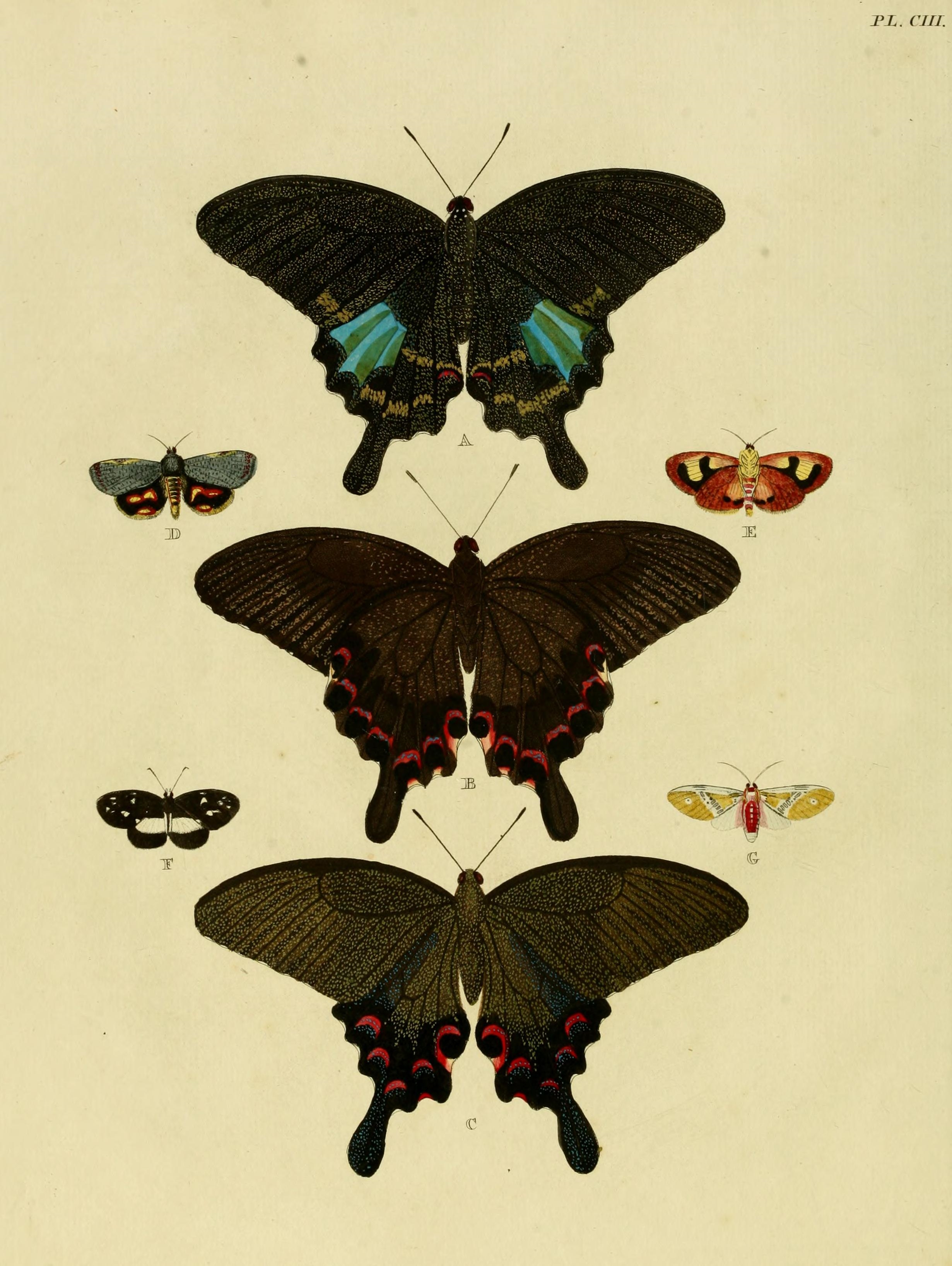
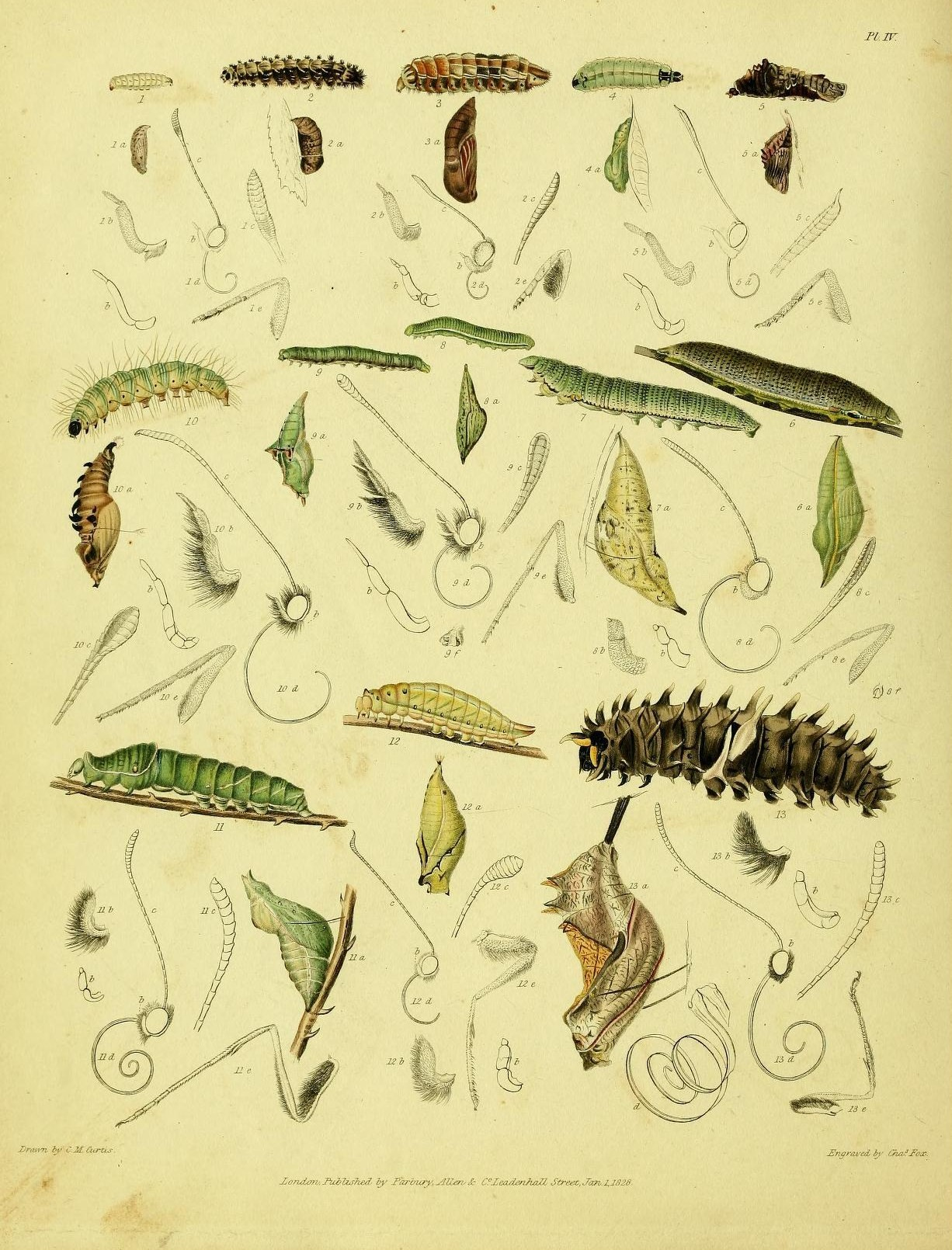

## Thức ăn
Erodia roxburghiana